# Punta Navarrete
Punta Navarrete ist eine Landspitze an der Danco-Küste des Grahamlands auf der Antarktischen Halbinsel. Sie bildet die Südseite des Neko Harbour am Nordwestufer der Andvord Bay.
Wissenschaftler der 11. Chilenischen Antarktisexpedition (1956–1957) benannten sie nach Alejandro Navarrete Torres, Leiter dieser Forschungsreise.